# 2012년 하계 올림픽 승마
2012년 하계 올림픽 승마 경기는 7월 28일부터 8월 9일까지 그리니치 공원에서 열렸다. 개인전과 단체전 모두 3개 부문에서 메달이 수여되었다.
영국은 금메달 3개와 메달 5개를 획득해 메달 순위 1위를 차지하며 가장 성공적인 국가가 됐다. 특히 단체전에서는 3개의 단체전에서 금메달 2개, 은메달 1개를 획득하며 압도적인 모습을 보였다.